# Kirkpatrick Macmillan

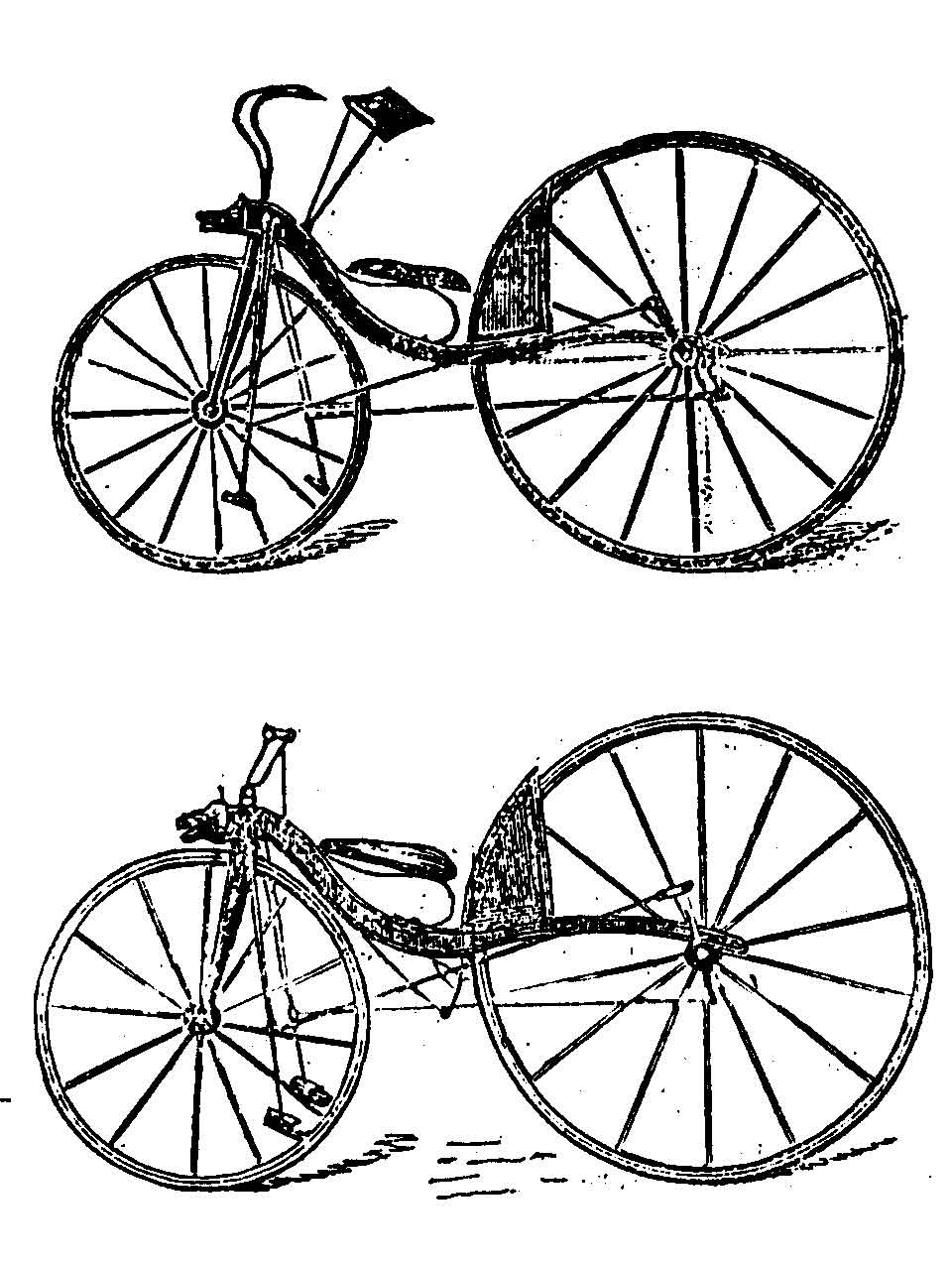
Beskrivning från 1869 av Macmillans kraftöverföring via vevstakar från pedaler till bakaxel.

Kirkpatrick Macmillan, född 2 september 1812 i Keir, Dumfries and Galloway, död där 26 januari 1878, var en  skotsk smed som har givits äran av att ha uppfunnit den bakhjulsdrivna cykeln. Detta ska ha skett 1839, enligt artiklar som publicerades av hans släkting James Johnston på 1890-talet. 
Macmillans cykel hade två hjul, precis som dagens cykel. Istället för en kedja skedde kraftöverföringen från pedaler till bakaxel via vevstakar. Sadel fanns. Det finns dock inga samtida källor som bekräftar att Macmillan utvecklade en tvåhjulig cykel.